# شکاکیت به اروپا
منظور از شکاکیت به اروپا (انگلیسی: Euroscepticism)، اروپاگریزی، شکاکیت به اتحادیه اروپا یا ضدیت با اتحادیه اروپا انتقادگری از اتحادیه اروپا است. به طور سنتی، منشأ اصلی شکاکیت به اروپا این برداشت است که ادغام شدن در اتحادیه اروپا، دولت ملی را تضعیف می‌کند؛ در نتیجه باید علاقه‌مند بود به کند کردن، متوقف ساختن یا برعکس کردن فرایند ادغام در اتحادیه اروپا. از جملهٔ دیگر دیدگاه‌های شکاکان به اروپا این احساس است که: اتحادیه اروپا غیر دمکراتیک است یا دیوان‌سالاری زیادی در آن وجود دارد. شکاکیت به اروپا را نباید با اروپاستیزی که ضدیت با فرهنگ اروپایی است اشتباه گرفت. یک ارزیابی در سال ۲۰۰۹ از شهروندان اتحادیه اروپا نشان داد که حمایت از عضویت در اتحادیه اروپا در میان مردم کشورهای لتونی، بریتانیا و مجارستان از همه جا پایین‌تر است. شکاکیت نسبت به اتحادیه اروپا در احزاب با جهت‌گیری‌های گوناگون سیاسی دیده می‌شود.